# Австро-итало-французская война
Австро-итало-французская война, известная в Италии как Вторая война за независимость Италии, в Австрии как Сардинская война, во Франции как Итальянская кампания или Война в Италии — военный конфликт между Францией и Сардинским королевством с одной стороны и Австрийской империей с другой. Для Италии эта война являлась национально-освободительной. Франция в этой войне стремилась расширить своё влияние в Италии и вытеснить с Апеннинского полуострова австрийцев.

## Подготовка к войне
Причиной войны было желание императора Франции Наполеона III расширить своё влияние в Италии за счёт австрийцев. Австрия в это время удерживала Ломбардо-Венецианскую область и, как и Франция, стремилась не допустить объединения Италии. Фактически, эта война была между Францией и Австрией за доминирование над Италией.
Наполеон III умело сыграл на чувствах итальянцев. В частности, ему без труда удалось привлечь на свою сторону в этой войне сардинского короля Виктора Эммануила II. Сардиния в то время была самым сильным итальянским государством. С Сардинией стремились соединиться почти все итальянские государства, но этого не позволяла Австрия. На этом и сыграл Наполеон III, согласившись совместно выступить с Виктором Эммануилом против австрийцев. Взамен император Франции просил присоединения к Франции части сардинского королевства — Савойи и Ниццы. По его словам, после победоносной войны из Венеции и Ломбардии будут навсегда изгнаны австрийцы. Эти области непременно отойдут к Сардинии. Но как уже говорилось выше, Наполеон III не желал усиления Сардинии, а тем более образования под боком у Франции нового, большого государства. Великим державам стало сразу понятно, что Наполеон III ведёт свою игру. Но король Сардинии этого не осознал и сразу же, после предложения Франции заключить союз, согласился.
20 июля 1858 года в Пломбьере был заключён союз между Виктором Эммануилом и Наполеоном III. И хотя союз этот являлся строжайшей тайной, вскоре австрийцы узнали, что против них затевается война. А после того, как на торжественном новогоднем приёме (1 января 1859 года) в Париже Наполеон III сказал австрийскому послу графу Гюбнеру: «Я сожалею, что наши отношения с вашим правительством стали менее дружественными, чем были прежде», в Вене уже никто не сомневался, что война между Францией и Австрией неизбежна.
Обстановка всё более нагнеталась. Но война всё не объявлялась. Причина была в том, что по конституции Германского союза Австрия могла просить помощи у германских стран только в случае оборонительной войны. В такой обстановке Наполеону пришлось идти на хитрость, чтобы спровоцировать Австрию на объявление войны. Кавур, первый министр Сардинского королевства, провокационно организовал манёвры сардинской армии у границы Ломбардии. Наполеон III, со своей стороны, дал понять австрийцам, что никакого военного вмешательства со стороны Франции не предвидится. Франция дала понять, что готова помочь Сардинии лишь дипломатически и не более того. Осмелев, Австрия предъявила Сардинскому королевству ультиматум (23 апреля 1859 года), в котором требовала от него полной демилитаризации. Виктор Эммануил отверг ультиматум. 29 апреля Австрия напала на Сардинию. После этого Франция незамедлительно вступилась за итальянского союзника.

## Статистика Австро-итало-французской войны 1859 года[1][2]
| Страны              | Население 1859 г. | Войск     | Убито солдат | Ранено солдат | Умерло от ран | Умерло от болезней |
| ------------------- | ----------------- | --------- | ------------ | ------------- | ------------- | ------------------ |
| Сардиния            | 4 500 000         | 86 000    | 1010         | 4922          | 523           | 1000               |
| Франция             | 36 500 000        | 600 000   | 2536         | 19 672        | 2962          | 2040               |
| Союзники, всего     | 41 000 000        | 686 000   | 3546         | 24 594        | 3485          | 3040               |
| Австрийская империя | 33 050 000        | 675 000   | 5416         | 26 149        | 2584          | 4500               |
| Всего               | 74 050 000        | 1 361 000 | 8962         | 50 743        | 6069          | 7540               |

## Международная реакция на Австро-итало-французскую войну

### Россия
После Крымской войны 1853—1856 годов отношения между Францией и Россией стали налаживаться. К этому стремились и Александр II, и Наполеон III. Александр II пытался сблизиться с Францией в надежде, что Наполеон III отменит позорные для России статьи Парижского мирного договора 1856 года. В свою очередь, Наполеон сближался с Россией для того, чтобы не допустить новой войны. Наполеону нужен был противовес Великобритании, и он нашёл этот противовес в лице России. Лондон очень болезненно реагировал на всякое сближение между Парижем и Петербургом. Александр II совершенно не возражал против того, чтобы Франция разгромила Австрию. Более того, он заключил с императором Франции договор, по которому Россия должна была соблюдать дружественный нейтралитет. Также Александр пообещал Наполеону, что сосредоточит у границы с Австрией несколько российских корпусов, чтобы сковать часть австрийских войск на востоке.
Самая главная причина профранцузского настроя России заключалась в желании отплатить Австрии за предательство во время Крымской войны.

### ПруссияиГерманский союз
Пруссией тогда фактически управлял Вильгельм, который стал править от имени парализованного и недееспособного после инсульта Фридриха Вильгельма IV. Вильгельм не разделял экспансионискую политику Наполеона III, но в то же время никому в Пруссии не пришло бы в голову воевать на стороне Австрии, тем более что Пруссия готовилась к объединению германских государств под своим началом, чему бы точно воспротивилась Австрия. Поэтому Пруссии было выгодно ослабление последней. Что касается остальной Германии, то Наполеон III перед войной проделал дипломатическую работу. Он узнал, что большинство членов Германского союза поддерживают Австрию. В основном это касалось южногерманских государств. Но у Франции издавна были в союзниках Бавария и Саксония. Эти два государства являлись самыми крупными немецкими государствами после Австрии и Пруссии. Остальные мелкие государства не рискнут выступить на стороне Австрии, тем более что война с самого начала для Австрии не задалась. Плацдарм для нападения на Австрию был готов, но оставалась ещё Великобритания.

### Великобритания
Великобритания категорически не хотела усиления Франции в Европе, тем более что интересы Франции и Великобритании пересекались по всему миру: Юго-Восточная Азия, Сирия, Африка, Латинская Америка (в частности Мексика). Пальмерстон, премьер-министр Великобритании, был враждебно настроен к политике Наполеона III. Император Франции, видя бесперспективность политического давления на Лондон, пришёл к выводу, что Англия может дипломатически вмешаться в конфликт, и его планы потерпят крах. Тогда Наполеон III сам пошёл на обострение конфликта между Францией и Англией. В беседе с мужем королевы Англии Виктории, принцем Альбертом, Наполеон III заявил ему, что больше никогда не будет читать депеш или нот от Пальмерстона, мотивируя своё поведение тем, что Пальмерстон не умеет их прилично писать. Такое оскорбление правительству лондонского кабинета Наполеон нанёс в 1857 году. В том же году в Британской Индии началось восстание сипаев. Восстание продлилось два года, окончательно сковав Англию на Востоке и не предоставляя ей возможность действовать в Европе. Наполеону это было на руку.
Окончательно англо-французские отношения охладели после того, как в январе 1858 года на Наполеона III было произведено покушение. Попытку убийства императора предпринял итальянец Феличе Орсини. В дальнейшем выяснилось, что итальянского террориста снабдило оружием английское правительство. Более того, заговор был составлен именно в самой Англии, а не в Италии. Газеты Франции подняли страшную шумиху по этому поводу. Пальмерстон подал в отставку. Восстание сипаев ослабило английскую армию, и воевать за Италию с Францией Британия не могла.

## Боевые действия
- Первое крупное сражение произошло 20 мая 1859 года у Монтебелло. В сражение участвовали 15 000 австрийцев под командованием генерала Стадиона. Со стороны франко-сардинской коалиции участвовало 8000 французов под командованием генерала Форе. Вначале австрийцы перехватили инициативу, но к месту боя вовремя подошли сардинские войска. После упорного боя австрийцы были вынуждены отойти назад к Кастеджо, потеряв 1300 человек убитыми и ранеными. Также 200 австрийцев попали в плен. Потери французов составили 723 человека убитыми и ранеными.
- 26 мая произошла Варезская битва. В ней 4000 австрийцев не могли сломить сопротивление 3000 сардинцев. Итальянскими войсками командовал знаменитый итальянский революционер Джузеппе Гарибальди. Под его предводительством итальянцы одержали решительную победу.
- 30 мая произошла битва при Палестро. В этой битве франко-сардинская армия наголову разбила австрийцев. Потери австрийцев были велики — 2500 убитых и раненых. Потери союзников составили 900 убитых и раненых.
- 4 июня 1859 года состоялась одна из самых крупных битв этой войны — битва при Мадженте. К июню французы, как и австрийцы, успели подтянуть к полям Италии свои основные силы. Теперь битвы австро-итало-французской войны переросли из мелких стычек в полномасштабные баталии. Австрийский главнокомандующий Дьюлаи располагал 113 000 солдат, но в бой ввёл только 58 000 при 152 орудиях (главный австрийский корпус). Главный французский корпус насчитывал 59 100 солдат при 91 орудии. Командовал им генерал де Мак-Магон. Мак-Магон переправился через реку Тичино, атаковал австрийские позиции и после ожесточённого боя изгнал австрийцев из Мадженты, нанеся им решительное поражение. В бою австрийцы потеряли 1368 убитых, 4358 раненых и 3987 без вести пропавших или пленных солдат. Потери французов составили 675 убитых, 3229 раненых и 546 без вести пропавших или взятых в плен солдат.
- 24 июня состоялось последнее и самое крупное сражение этой войны. Битва при Сольферино обернулась кошмаром для австрийской армии. В битве участвовало почти четверть миллиона солдат. Австрийцы, под предводительством своего императора Франца Иосифа, потерпели сокрушительное поражение, потеряв 18 % всего своего войска. Австрийские войска, отступая после битвы, покинули Ломбардию.

## Конец войны
После победы при Сольферино Наполеон III понял, что совершает ошибку. Сардиния стала сильнее, чем он предполагал. Тоскана, Парма и Модена вот-вот должны были объединиться в одно государство с Сардинией. Наполеон этого, естественно, не желал. Сразу после битвы Наполеон отправил к Францу Иосифу своего флигель-адъютанта с просьбой о мире. Франц Иосиф с радостью принял предложение. Не успела Европа опомниться, как 11 июля был подписан мир между Францией и Австрией. Виктор Эммануил, как и вся Италия, впал в большое уныние. Один на один с Австрией король Сардинии воевать не мог. Вся Европа была крайне удивлена предательством Наполеона III (предателем его назвала итальянская пресса). Но у Наполеона были свои причины прекратить войну.
Во-первых, император Франции боялся, что за Австрию вступятся немецкие государства. Во-вторых, почти все тяготы войны несли на себе французские войска. В-третьих, для Франции объединение Сардинского королевства с другими итальянскими государствами означал вывод французских войск из Рима, что шло вразрез с интересами Франции.
По Виллафранкскому перемирию, подписанному между Францией и Австрией, Австрия отдавала Франции Ломбардию (Венеция оставалась под Австрией). В свою очередь, Франция получала от Сардинского королевства Савойю и Ниццу. Также Франция обязывалась отдать Ломбардию Сардинскому королевству. В Виллафранку не были даже приглашены представители Сардинского королевства.

## Последствия
В 1860 году Франц Иосиф решил взять реванш за поражение в 1859 году. Против Сардинии была мобилизована австрийская армия, которая лишь только ждала приказа к началу боевых действий. Но Сардинию спасло вмешательство России, не желавшей усиления Австрии. Александр Горчаков, канцлер Российской империи, организовал свидание трёх монархов (российского, австрийского и прусского) в Варшаве 22 октября 1860 года. Александр II пригрозил Францу Иосифу, что не допустит усиления Австрии за счёт Сардинского королевства. Наполеон III тщетно пытался остановить процесс объединения Италии. В конце 1859 — начале 1860 года, в результате восстаний, были свергнуты с престолов правители Тосканы, Пармы, Модены и упразднена папская власть в Болонье, Ферраре, Равенне и Форли. Эти итальянские государства вскоре объединились с Сардинией.